# 746

## Догађаји
- Византијско-арапски ратови: Искористивши незадовољство међу муслиманским Арапима, цар Константин V напада Сирију и заузима Кахраманмараш (модерна Турска). Организује пресељење дела локалног хришћанског становништва у Тракију.
- Битка код Керамаје: Византијска морнарица постиже победу над египатском флотом Омејада.
- Веће Канштата: Карломан, градоначелник палате Аустразије, сазива скупштину Алеманског племства у Канштату (савремени Штутгарт), и већину магната, који се броје на хиљаде, хапси и убија због велеиздаје. Овим се завршава независност племенског војводства Аламаније, којим након тога управљају грофови или војводе које постављају њихови франачки господари.
- Краљ Рачис кодификује ломбардске законе, објављене на латинском језику, а саветује их његов савет и лангобардска војска.
- Краљ Саелред од Есекса умире после 37-годишње владавине. Наследио га је Свитхред, унук покојног краља Сигехерда. Као и његови претходници, он није самостални владар, већ подкраљ Мерсије.
- Август или септембар – Битка код Кафартуте: калиф Марван II побеђује и убија Ел-Дахака ибн Кајса ал-Шејбанија, вођу хариџита, у Горњој Месопотамији. Побуњеници се повлаче преко реке Тигар, избегавајући уништење.
- Јаисхикхари Чавда успоставља династију Чавда у Гуџарату (Индија).
- 15. август – Как Јипии Чан Чак постављен је за новог владара града Маја Наранхо у Гватемали и влада до своје смрти 748. године.